# Isopterygium dewevrei
Isopterygium dewevrei är en bladmossart som beskrevs av Ferdinand François Gabriel Renauld och Jules Cardot 1900. Isopterygium dewevrei ingår i släktet Isopterygium och familjen Hypnaceae. Inga underarter finns listade i Catalogue of Life.